# Petr Štěpán

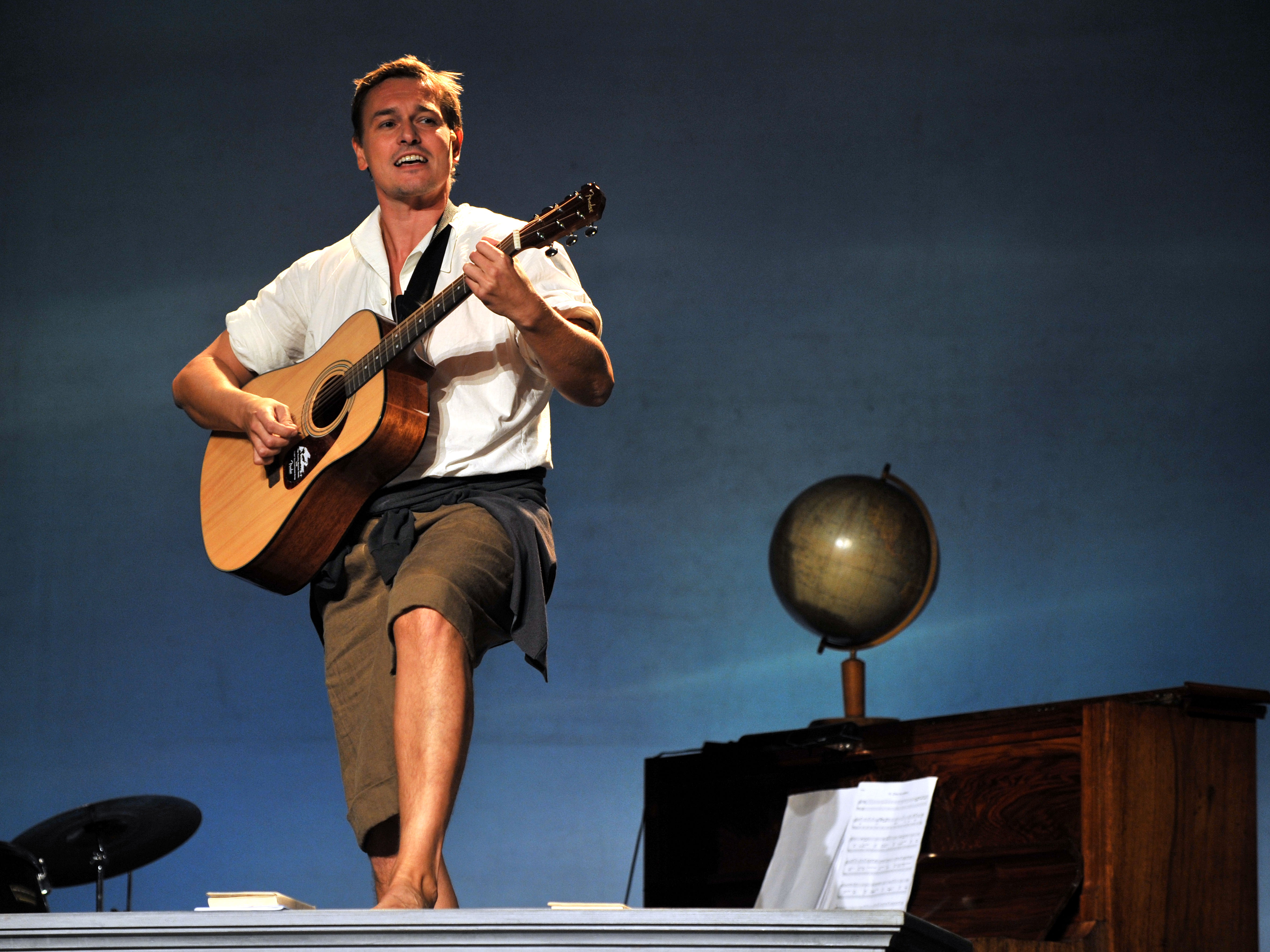
Petr Štěpán (Škola základ života)

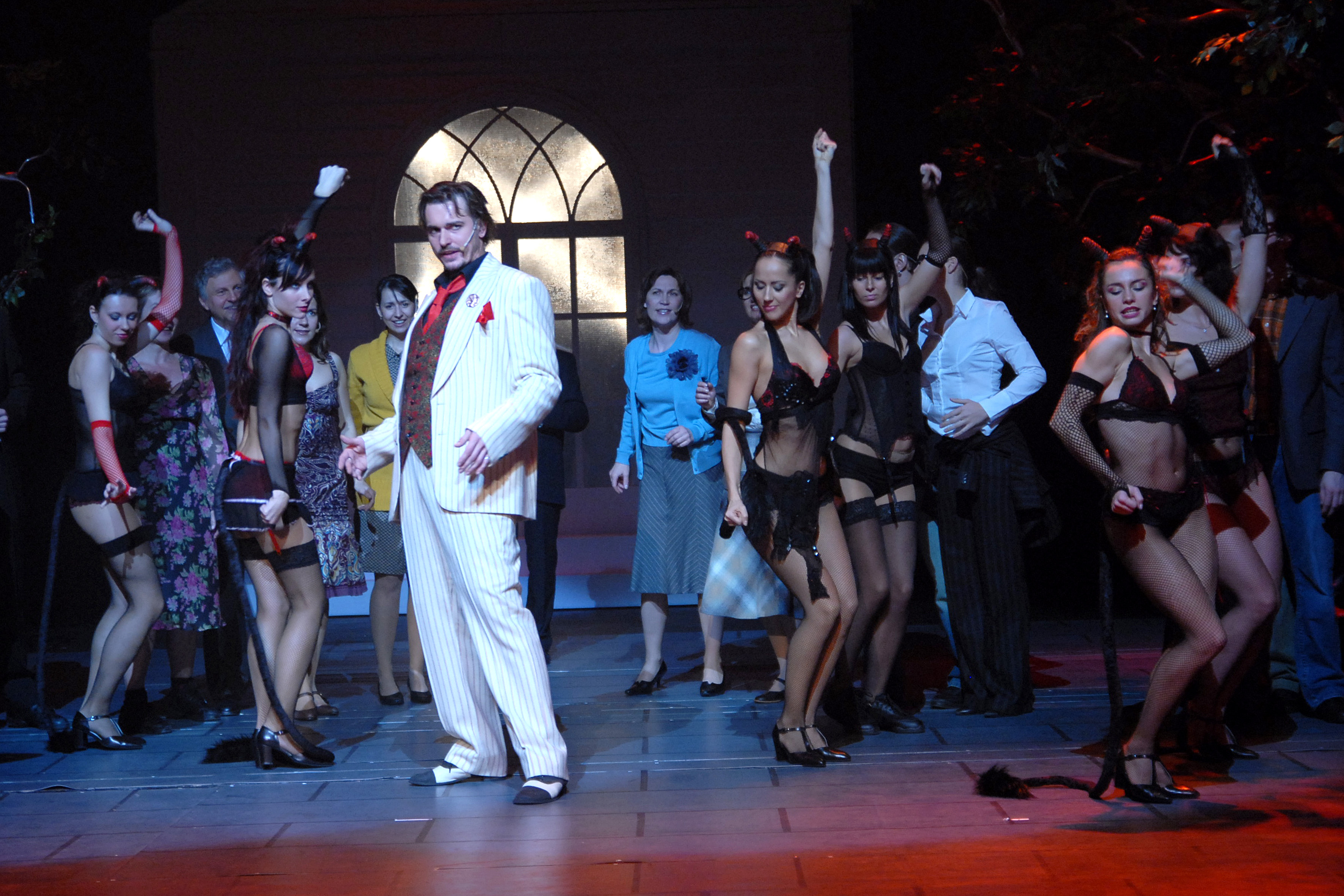
Petr Štěpán (Čarodějky z Eastwicku)

Petr Štěpán (* 20. května 1974 Šumperk) je český herec, režisér a pedagog.
V letech 1992–1996 vystudoval činoherní herectví na Divadelní fakultě Janáčkovy akademie múzických umění v Brně. Po několika rolích mu Stanislav Moša nabídl stálé angažmá v Městském divadle Brno. Hostuje také na jevišti Divadla pod Palmovkou v Praze v inscenacích Gazdina roba a Přelet nad kukaččím hnízdem. V televizi vystupoval například v seriálech Ošklivka Katka, Ordinace v růžové zahradě 2 (role Hynka Páleníka), Cesty domů (role Mikuláše Navrátila), Ohnivý kuře nebo Kukačky. Také se věnuje dabingu. Na Janáčkově akademii múzických umění vede ateliér muzikálového herectví. V Městském divadle Brno i v rámci výuky na JAMU občas režíruje. V roce 2024 ztvárnil postavu svatého Martina v průvodu svatého Martina při oslavách Svatomartinského koštu na náměstí Svobody v Brně.

## Filmografie (výběr)

### Televize
- 2013 – Cyril a Metoděj – Apoštolové Slovanů
- 2014 – Poslední cyklista
- 2015 – Jan Hus
- 2016 – Hlas pro římského krále
- 2017 – Policie Modrava II
- 2018 – Rašín
- 2020 – 3Bobule
- 2022 –  Vražedné stíny
- 2021 – Einstein – Případy nesnesitelného génia
- 2022 –  Vražedné stíny

## Role v Městském divadle Brno

### Činohra
- Veršinin – Tři sestry
- Jack Chesney – Charleyova teta
- Anděl – Betlém
- Tom, svědek – Dokonalá svatba
- Král – Becket aneb Čest Boží
- Otec Tao – Měsíční kámen
- Viktor Champsboisy – Brouk v hlavě
- Leon, manžel Sonji – Výkřiky do tmy
- Don Gomez – Cid
- Teddy Brewster – Jezinky a bezinky

### Muzikály
- Kudla – Devět křížů
- Edward Lewis – Pretty Woman (muzikál)
- Král Artuš – Monty Python's Spamalot
- Javert – Bídníci
- Horác Vandergelder – Hello, Dolly!
- Riff a Bourák – West Side Story
- Darryl – Čarodějky z Eastwicku
- Joe (Josefina) – Sugar! (Někdo to rád horké)
- Nikola Šuhaj – Koločava
- Jindřich Hradský – My Fair Lady (ze Zelňáku)
- Joe (Josefina) – Sugar! (Někdo to rád horké)
- Jindřich Benetka – Škola základ života
- Jerry Lukowski – Donaha!
- Guido Contini – Nine

V letech 1999–2000 se s Městským divadlem Brno na chvíli rozloučil. Ale do sezóny 2001–2002 se zase vrátil.
Za roli Darryla van Horna v muzikálu Čarodějky z Eastwicku získal Cenu Thálie 2007 v kategorii opereta, muzikál.

## Autorská tvorba
Petr Štěpán je spoluautorem divadelních her a muzikálů Městského divadla Brno.
- Sněhurka a sedm trpaslíků (2008, Městské divadlo Brno)
- Baron Trenck (2012, Městské divadlo Brno)
- Mendel aneb Vzpoura hrášků (2015, Městské divadlo Brno)
- Bítls (2017, Městské divadlo Brno)
- Brněnské kolo (2017, Městské divadlo Brno)
- Osmyčky (2018, Městské divadlo Brno)
- Klapzubova jedenáctka (2018, Městské divadlo Brno)
- Napoleon aneb Alchymie štěstí (2021, Městské divadlo Brno)
- Devět křížů (2022, Městské divadlo Brno)
- Krokodýl ze Svratky aneb Mozart v Brně (2023, Městské divadlo Brno)